# Exalbidion pallisterorum
Exalbidion pallisterorum är en spindelart som först beskrevs av Claude Lévi 1959.  Exalbidion pallisterorum ingår i släktet Exalbidion och familjen klotspindlar. Inga underarter finns listade i Catalogue of Life.